# 加藤明拓
加藤 明拓（かとう あきひろ、1981年 - ）は、千葉県出身の実業家、元サッカー選手。株式会社フォワード創業者。カンボジアのアンコールタイガーFCオーナーおよびナイジェリアのイガンムFC共同オーナーである。

## 経歴
千葉県立八千代高等学校サッカー部にてインターハイ優勝、優秀選手に選出。高校サッカー部時代のチームメイトにはヴィッセル神戸やジェフユナイテッド市原・千葉などでゼネラルマネージャーを務めた高橋悠太がいる。明治大学卒業後、株式会社リンクアンドモチベーション入社。組織人事領域のコンサルティング業務に従事後、スポーツコンサルティング事業部の立ち上げ、ブランドコンサルティング事業部長を経て、2014年にブランドコンサルティング会社である株式会社フォワードを創業した。
2015年3月25日、フォワードはカンボジアのプロサッカークラブ「プノンペンFC」の経営権を取得してカンボジアンタイガーFC（現：アンコールタイガーFC）を設立した。加藤はオーナー兼選手として活動した。
2016年3月30日、フォワードはナイジェリア5部リーグに新規参入するイガンムFCへの資本参加を発表。加藤は共同オーナーに就任した。イガンムは2019年現在、3部リーグに参戦している。
2019年11月29日付で、中央電力等のグループ会社を擁するTeam Energy株式会社にフォワード株80%を売却し、フォワードは同社の連結子会社となった。2020年1月17日付でフォワードの取締役を退任。海外サッカー事業についてはフォワードから加藤が設立した別会社に譲渡されている。